# Joe Castro
Joseph Armand „Joe“ Castro (* 15. August 1927 in Miami (Arizona); † 13. Dezember 2009) war ein US-amerikanischer Jazz-Pianist und Bandleader. Anfangs Bebop-orientiert begleitete er später Sänger und spielte in Las Vegas.
Castro ging in Pittsburg im Raum San Francisco zur Schule und studierte an der San José State University. Noch während des Studiums gründete er ein Jazztrio, mit dem er an der Westküste und auf Hawaii spielte. 1956 ging er mit seinem Trio nach New York, wo sie in führenden Jazzclubs wie dem Birdland spielten. 1956 nahm sein Trio mit Zoot Sims auf (auf Pablo Records erschienen). 1958 ging er wieder nach Los Angeles und war im Quartett von Teddy Edwards mit Leroy Vinnegar und Billy Higgins. 1956 nahm er das Album Mood Jazz bei Atlantic Records auf, auf dem er sowohl mit Jazzcombo als auch mit Streichern spielt (Arrangeur Neal Hefti), und 1958 Groove Funk Soul mit seinem Quartett bei Atlantic (mit einer der frühesten Verwendungen des Wortes Funk auf einem Plattencover). 1958/59 und ab 1960 begleitete er June Christy und er begleitete auch Anita O’Day um diese Zeit.
Anfang der 1960er Jahre gründete er mit seiner Freundin Doris Duke (einer Tabakfirma-Erbin und Jazzfan) und mit Unterstützung von Duke Ellington (mit dem er befreundet war) das Label Clover Records und den Musikverlag Jo-Do. Das Label und der Verlag überlebten allerdings die Trennung von Castro und Duke 1966 nicht. Sie brachten auch nur ein Album heraus (Lush Life 1960 von Castro) und einige Singles, es existieren aber viele Aufnahmebänder.
1961 bis 1963 war er musikalischer Leiter für Tony Martin. Er hatte weiter Trios und Quartette, zu denen u. a. Chico Hamilton, Red Mitchell, Ed Shonk und Howard Roberts gehörten. In den 1970er Jahren ging er nach Las Vegas, wo er in Orchestern spielte, Sänger begleitete und musikalischer Direktor der Folies Bergere im Tropicana Hotel wurde. Danach leitete er wieder eigene kleine Bands in Las Vegas und Kalifornien.
Seit 1966 war er mit der Sängerin Loretta Faith Haddad (gestorben 2008) verheiratet, mit der er zwei Söhne hat.
Die Jazzdiskographie von Tom Lord verzeichnet 25 Aufnahmesessions von 1956 bis 1985 (neben Klavier auch Celesta).

## Lexikalischer Eintrag
- Carlo Bohländer, Karl Heinz Holler, Christian Pfarr: Reclams Jazzführer. 3., neubearbeitete und erweiterte Auflage. Reclam, Stuttgart 1989, ISBN 3-15-010355-X.